# Rhipidocarpon javanicum
Rhipidocarpon javanicum är en svampart som först beskrevs av Narcisse Theophile Patouillard, och fick sitt nu gällande namn av Theiss. & Syd. 1915. Rhipidocarpon javanicum ingår i släktet Rhipidocarpon och familjen Parmulariaceae.   Inga underarter finns listade i Catalogue of Life.